# Monasterio de Voroneț

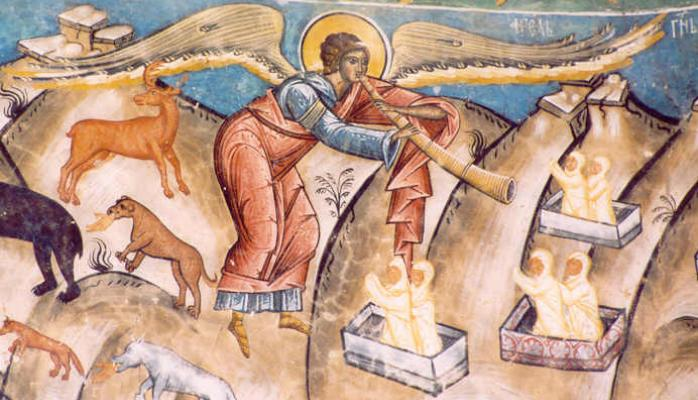
Ángel del Juicio Final.

El monasterio de Voroneț es un monasterio medieval situado en el pueblo rumano de Voroneţ, en la actualidad parte de la ciudad Gura Humorului. Es uno de los famosos monasterios pintados del sur de Bucovina, en el distrito de Suceava. Fue construido por Esteban el Grande en 1488 en tres meses y tres semanas para conmemorar la victoria en la Batalla de Vaslui. Denominado a veces la «Capilla Sixtina del Este», los frescos de Voroneț tienen un tono intenso de azul conocido en Rumanía como "azul de Voroneț."
El monasterio está situado al sur de Gura Humorului, en el distrito de Suceava, en el valle del río Voroneț. La leyenda del origen de la iglesia une dos hombres fundamentales para la historia de Rumanía: el fundador del monasterio, Esteban el Grande, y San Daniil el Ermitaño, primer abad del monasterio. La tumba de San Daniil está dentro del monasterio.
Es una de las iglesias pintadas de Moldavia consideradas por la Unesco Patrimonio de la Humanidad.

## Historia
No se conoce la edad del lugar monástico. Una leyenda afirma que Esteban el Grande, en un momento de crisis durante una guerra contra los otomanos, llegó al skete de Daniel el Ermitaño en Voroneț y le pidió consejo. Daniel le dijo que no se rindiera porque ganaría la batalla. Después de la victoria, debía construir un monasterio dedicado a San Jorge. La entrada original sobre la Iglesia de San Jorge, ahora el exonártex, tiene la siguiente inscripción:

Yo, Voivoda Esteban, por la Gracia de Dios soberano de Moldavia, hijo de Bogdan, he comenzado a construir el monasterio de Voroneţ a la gloria del sagrado y conocido San Jorge, el grande y victorioso mártir, el 26 de mayo, un día después del lunes, después de Pentecostés, y la finalicé el mismo año, en septiembre de 6996 (1488).

La iglesia fue construida con tres ábsides, un presbiterio, una naos con su torre y una pronaos.
En 1547, el obispo metropolitano de Moldavia Grigorie Roșca añadió el exonártex al oeste de la iglesia y pintó los muros exteriores. Su contribución está registrada a la izquierda de la puerta de entrada:

Por la Voluntaddel Padre y la Ayuda del Hijo y la realización del Espíritu Santo y por los grandes llanuras tomadas por el fiel Kir Grigorie, Metropolitano de todo el país de Moldavia, se añadió este pequeño porche y se pintó el exterior de toda la iglesia, por el bien de su alma, en 7055 (1547).

El monasterio contiene lápidas de San Daniel el Ermitaño, Grigorie Roșca, otros patrones de la iglesia y nobles.
Voroneţ era conocido por su escuela de caligrafía, donde los sacerdotes, monjes y frailes aprendían a leer, escribir y traducir textos religiosos. La escuela produjo dos traducciones de la Biblia al rumano: el Código de Voroneţ, descubierto en 1871, y el Salterio de Voroneţ, encontrado en 1882. Estos libros están ahora en la Academia Rumana.
El monasterio fue abandonado poco después de 1775, cuando la monarquía de Habsburgo anexionó el norte de Moldavia. La comunidad monástica volvió a Voroneţ en 1991. Desde su vuelta, los que vivían en el monasterio construyeron viviendas para las monjas residentes, una capilla, fuentes, establos, graneros, y una vivienda para peregrinos.

## Iglesia
El katholikón (iglesia principal) de San Jorge del Monasterio de Voroneț es probablemente la iglesia más famosa de Rumanía. Es conocida en todo el mundo por sus frescos exteriores de colores brillantes e intensos, y por los cientos de figuras bien conservadas situadas en un fondo de azurita. Las pequeñas ventanas, sus marcos rectangulares de barras cruzadas y los arcos apuntados o adintelados de los marcos de las puertas interiores son de estilo gótico. Las puertas sur y norte del exonártex de 1547 tienen marcos rectangulares, que indican un período de transición del gótico al Renacimiento. Pero, encima de ellos, en cada pared hay una ventana alta con un arco gótico flamígero. Toda la fachada oeste no tiene ninguna apertura, lo que indica que la intención del Metropolitano Roșca fue desde el comienzo reservarla para frescos.
En la fachada norte todavía es visible la decoración original de la iglesia: hileras de discos de cerámica esmaltada en amarillo, marrón y verde, decoradas en relieve. Estos incluyen motivos heráldicos, como el león rampante y la cabeza de uro del escudo de Moldavia, y criaturas inspiradas en la literatura medieval de Europa Occidental, como sirenas con dos colas. La torre está decorada con dieciséis hornacinas altas, en cuatro de las cuales hay ventanas. Por encima de ellas, otra hilera de hornacinas pequeñas rodea la torre. El techo fragmentado probablemente tiene la forma del techo original, que fue realizado sin duda con tejas.

## Galería de imágenes

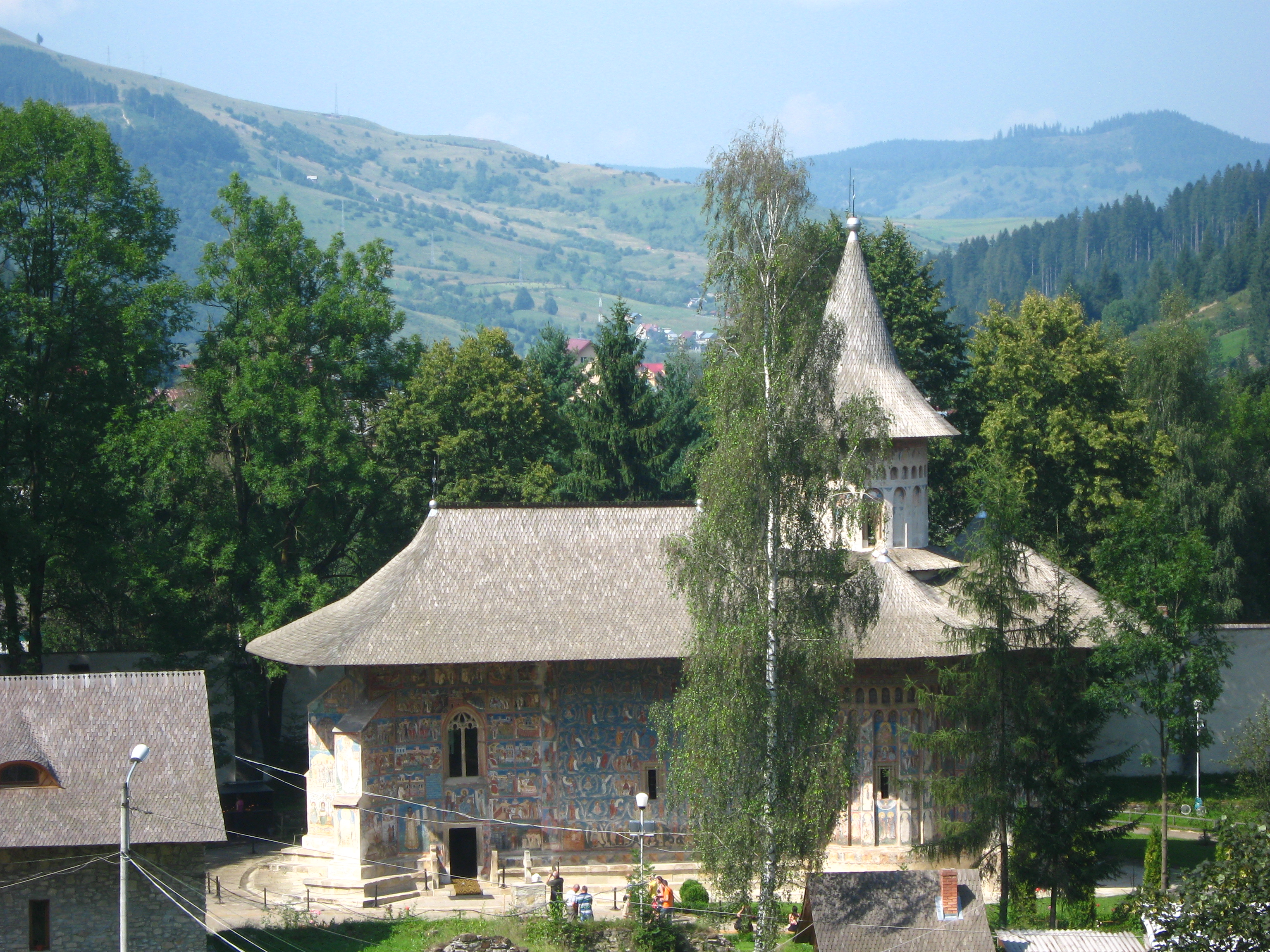
La Iglesia de San Jorge dentro del Monasterio de Voroneț.
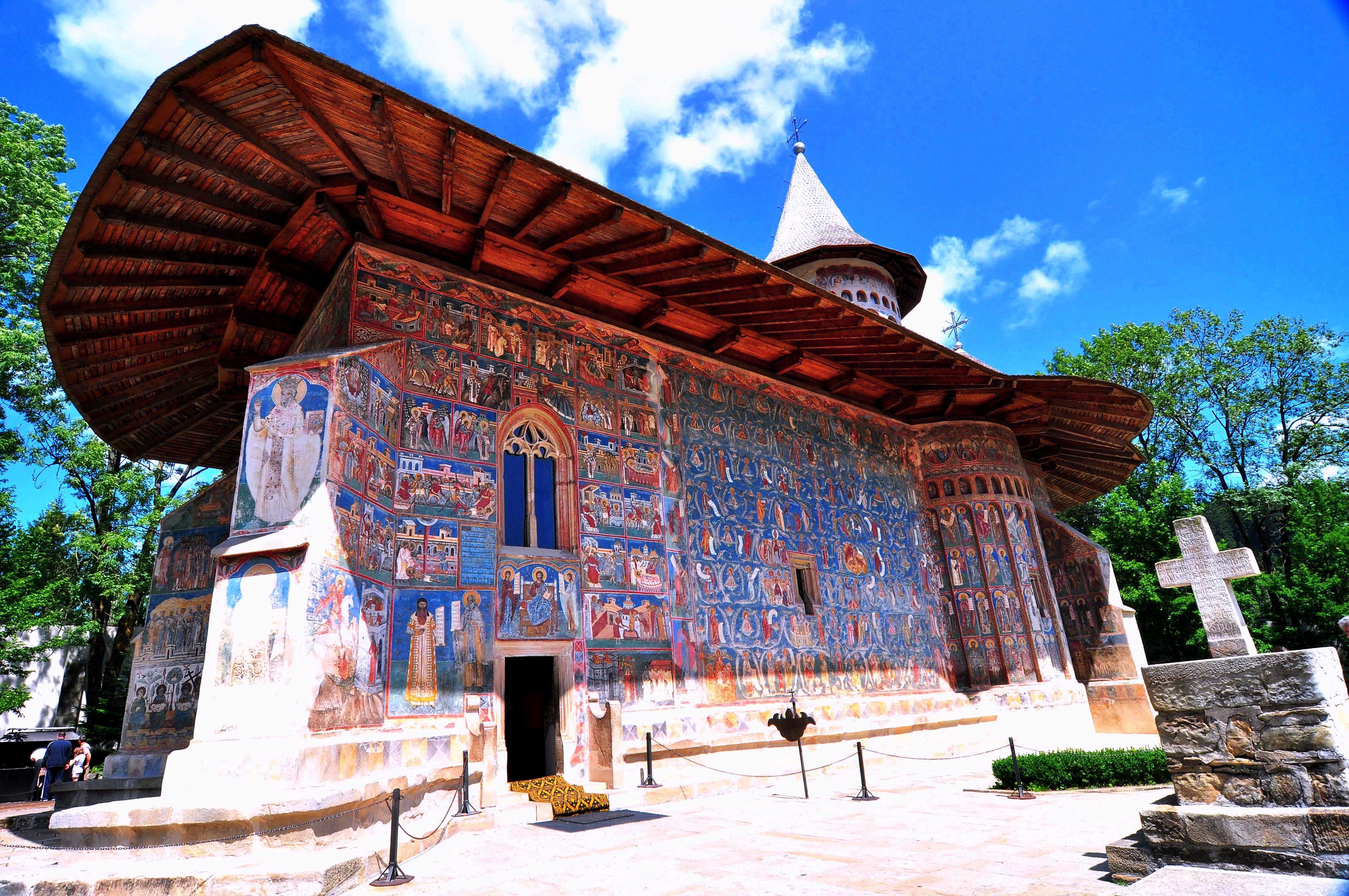
La Iglesia de San Jorge.
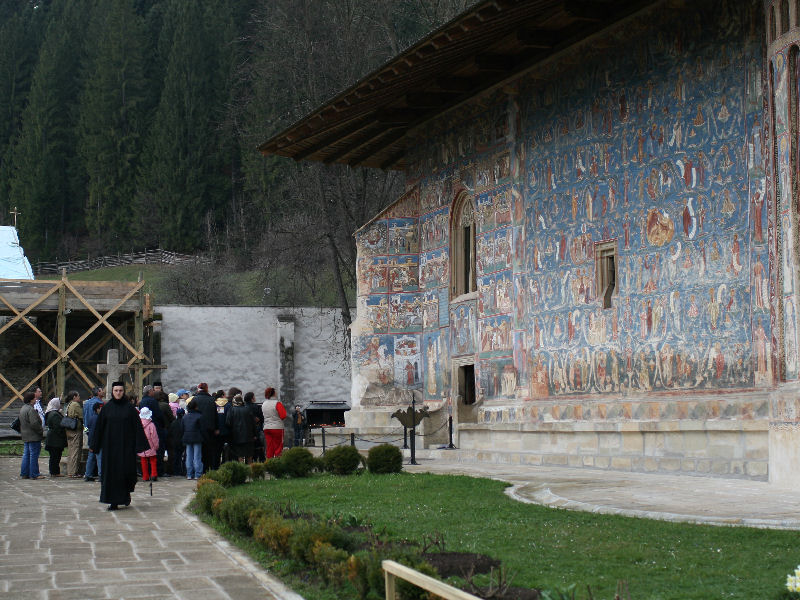
Imagen exterior de las paredes del sur de la iglesia.
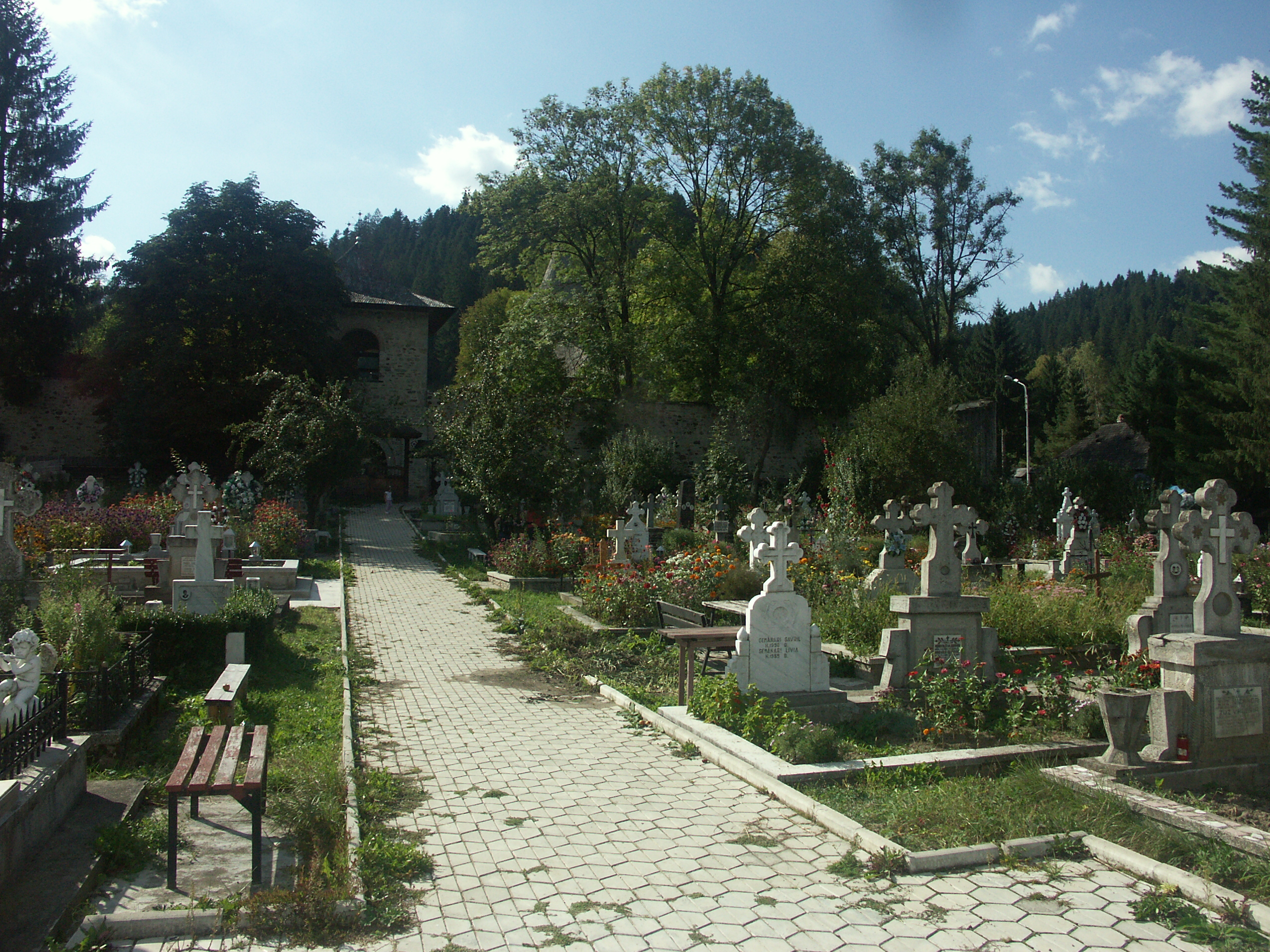
Patio interior del complejo.
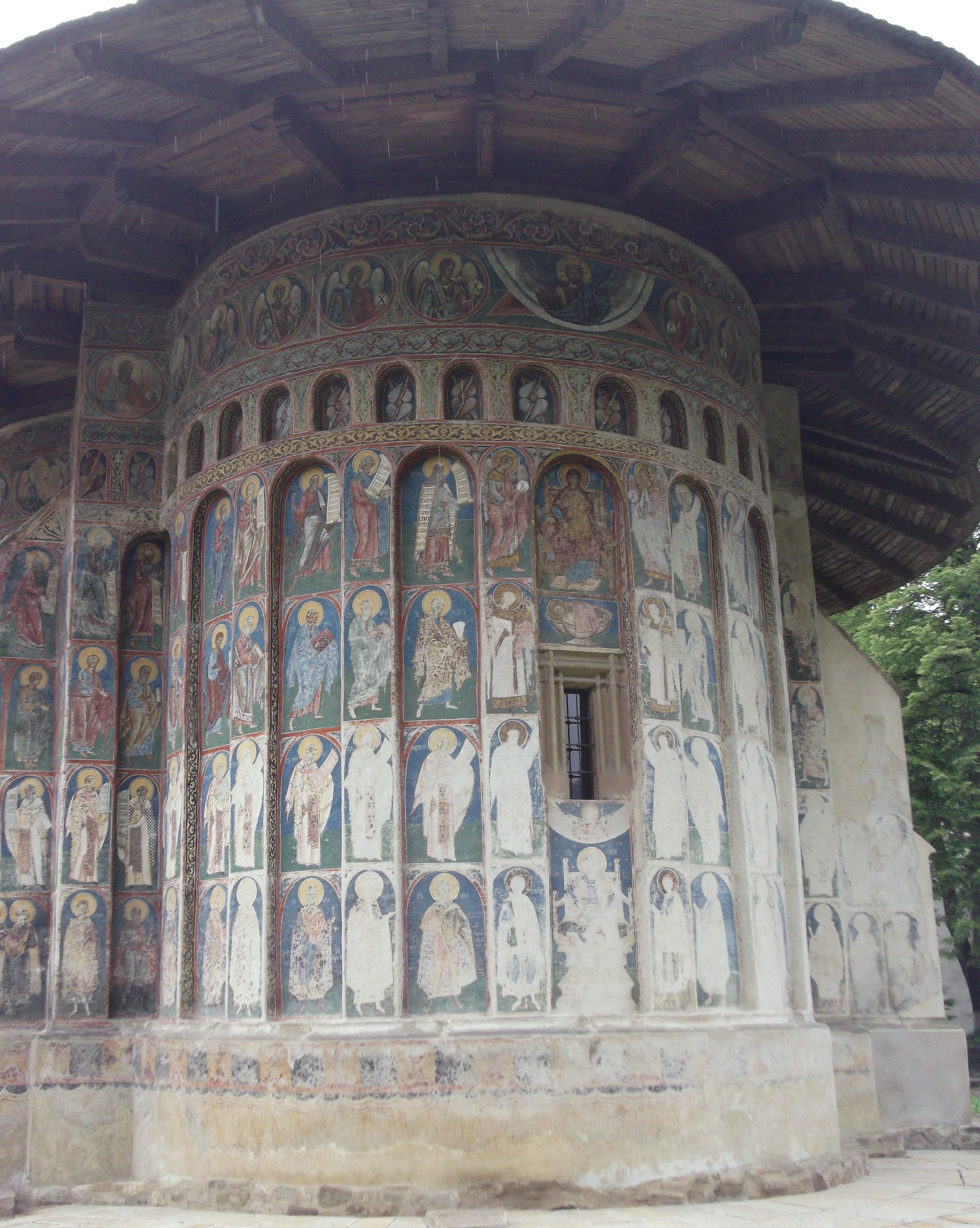
Imagen exterior del altar.
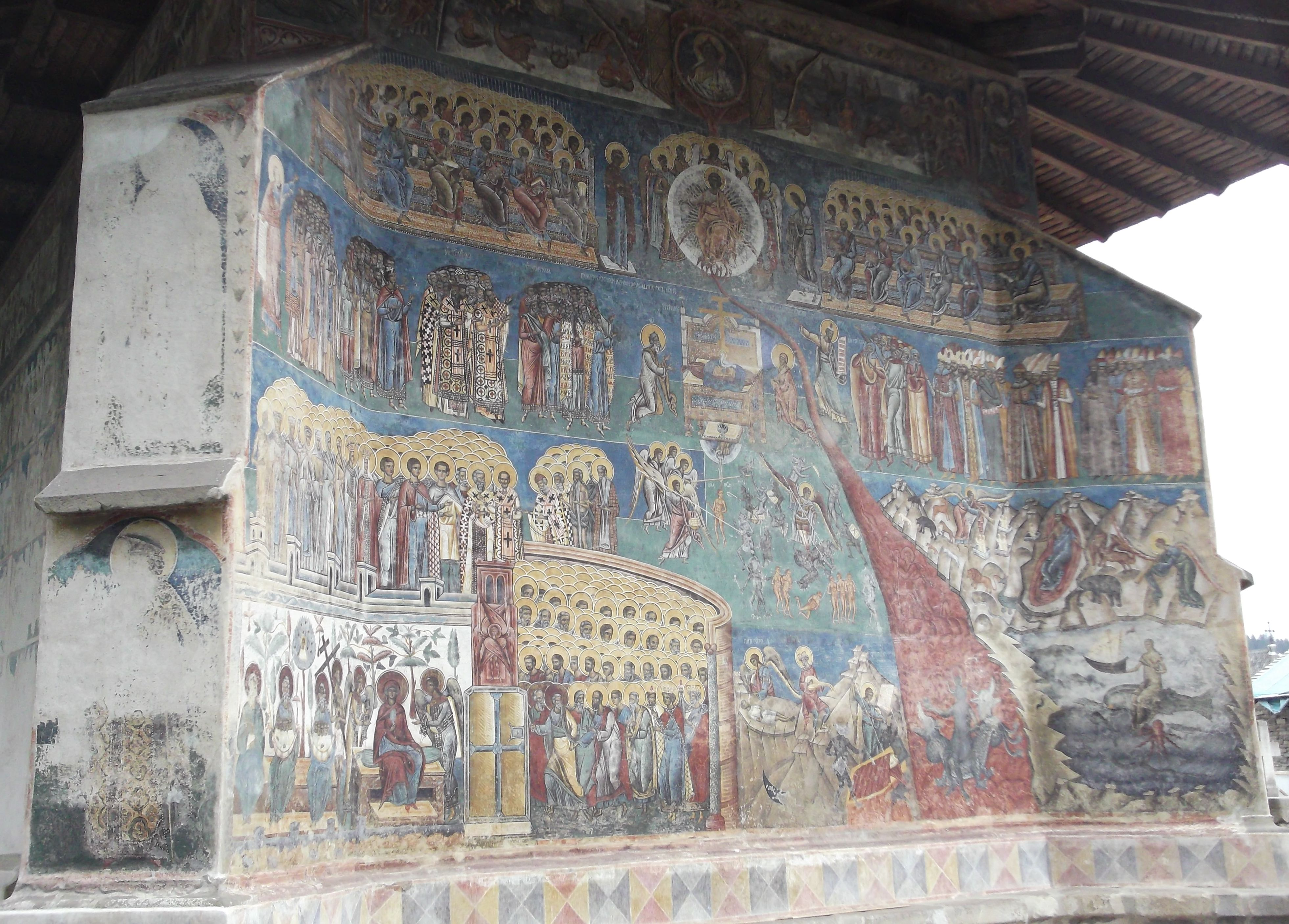
Imagen exterior de las paredes del oeste.
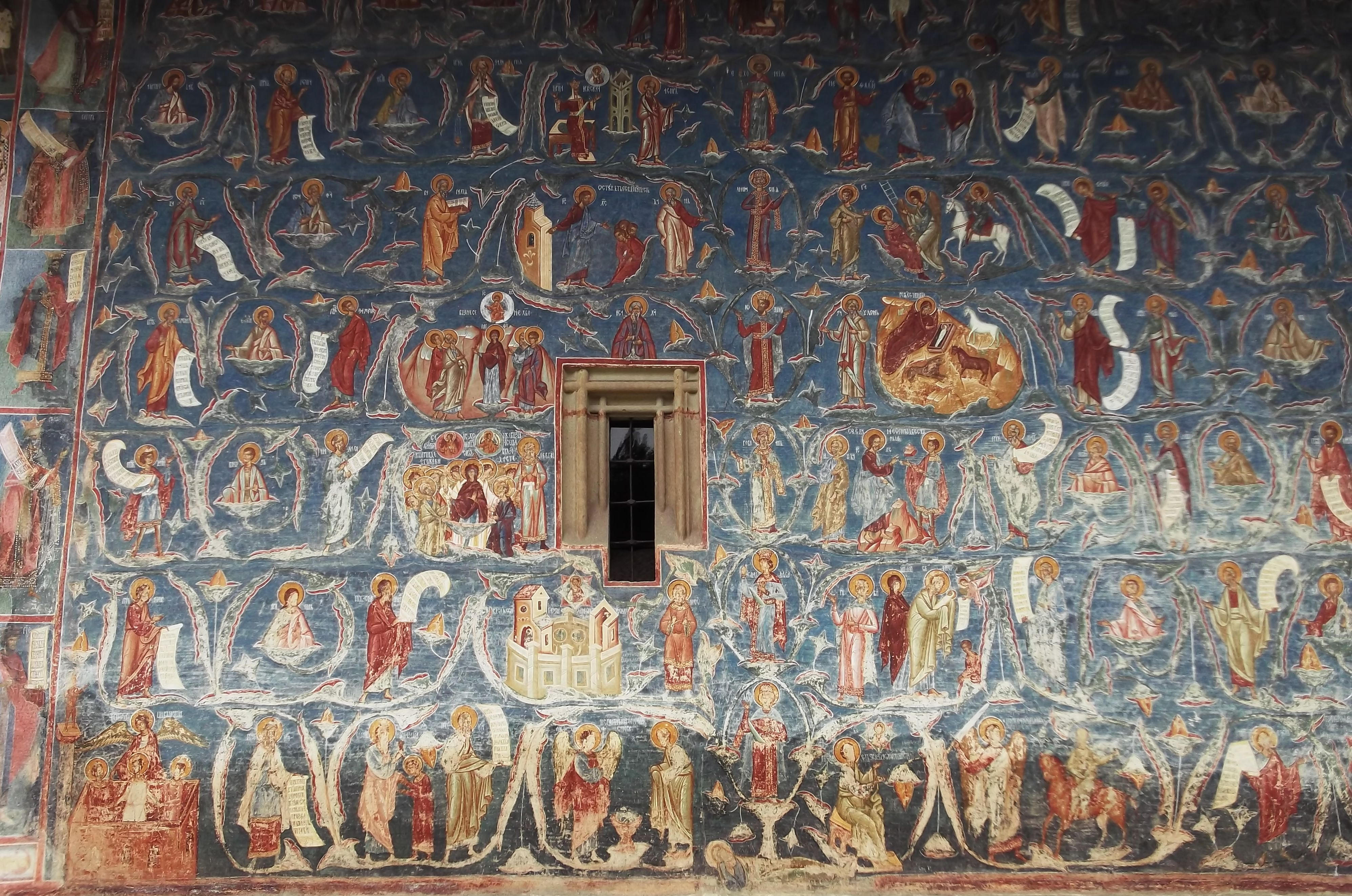
Detalle de la imagen exterior.
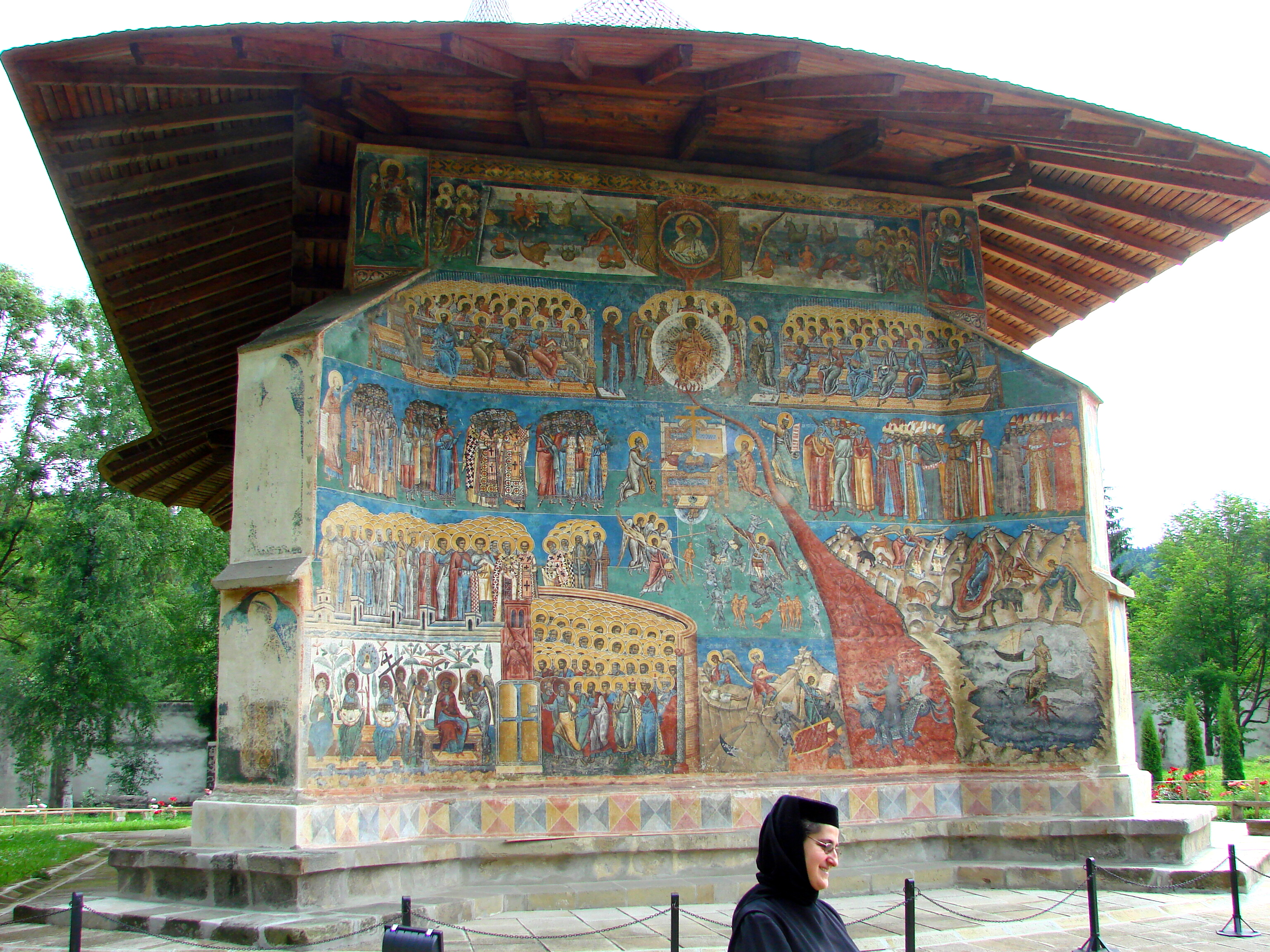
El Juicio Final, pintado en el exterior de la Iglesia de San Jorge.
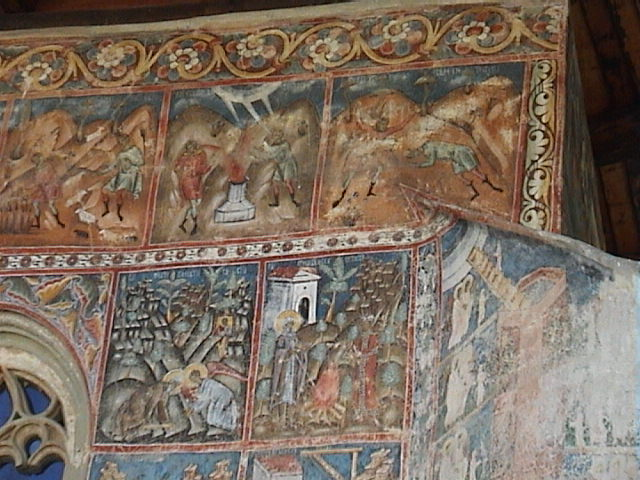
Caín y Abel, (abajo) vidas de los santos.
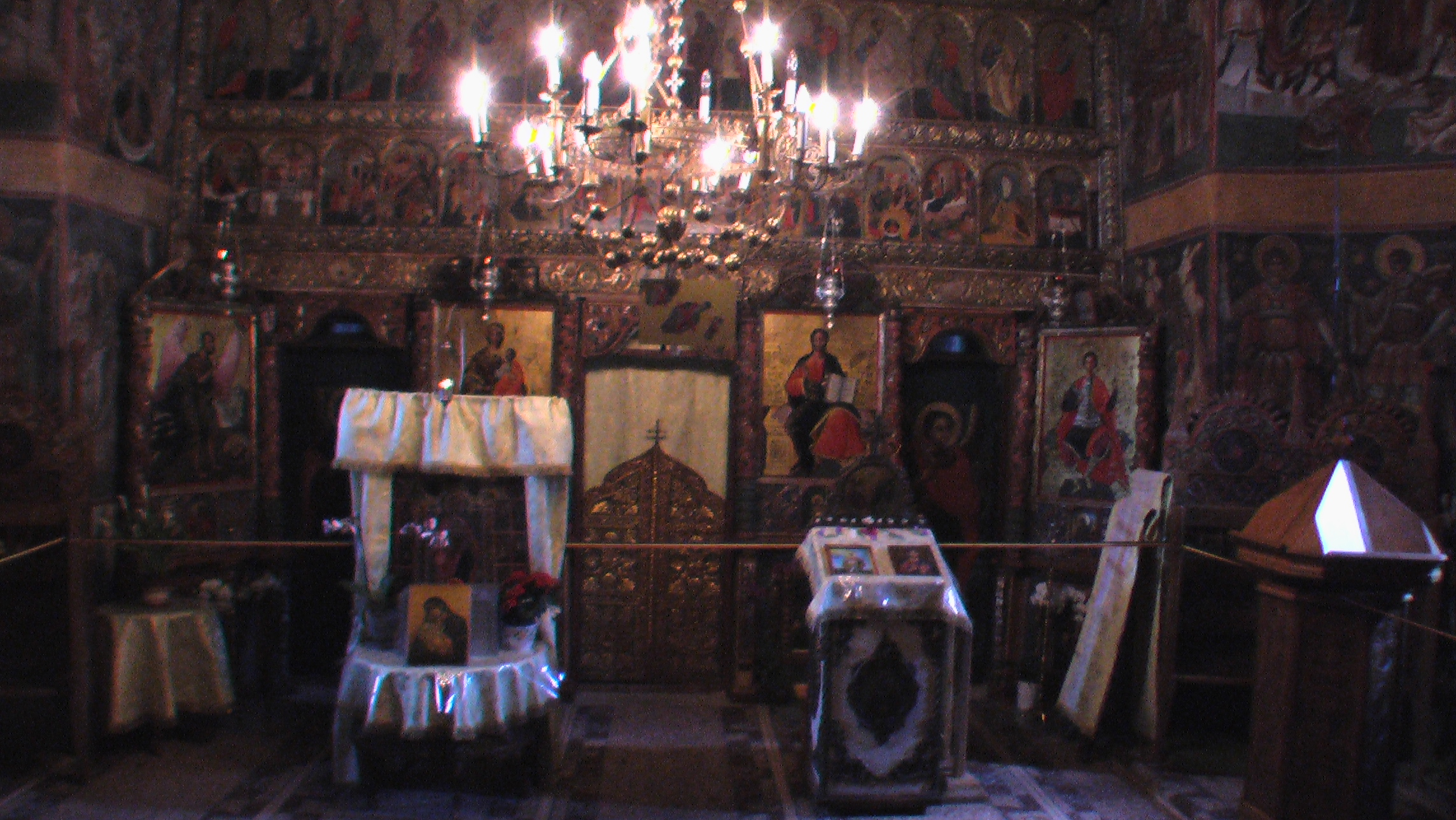
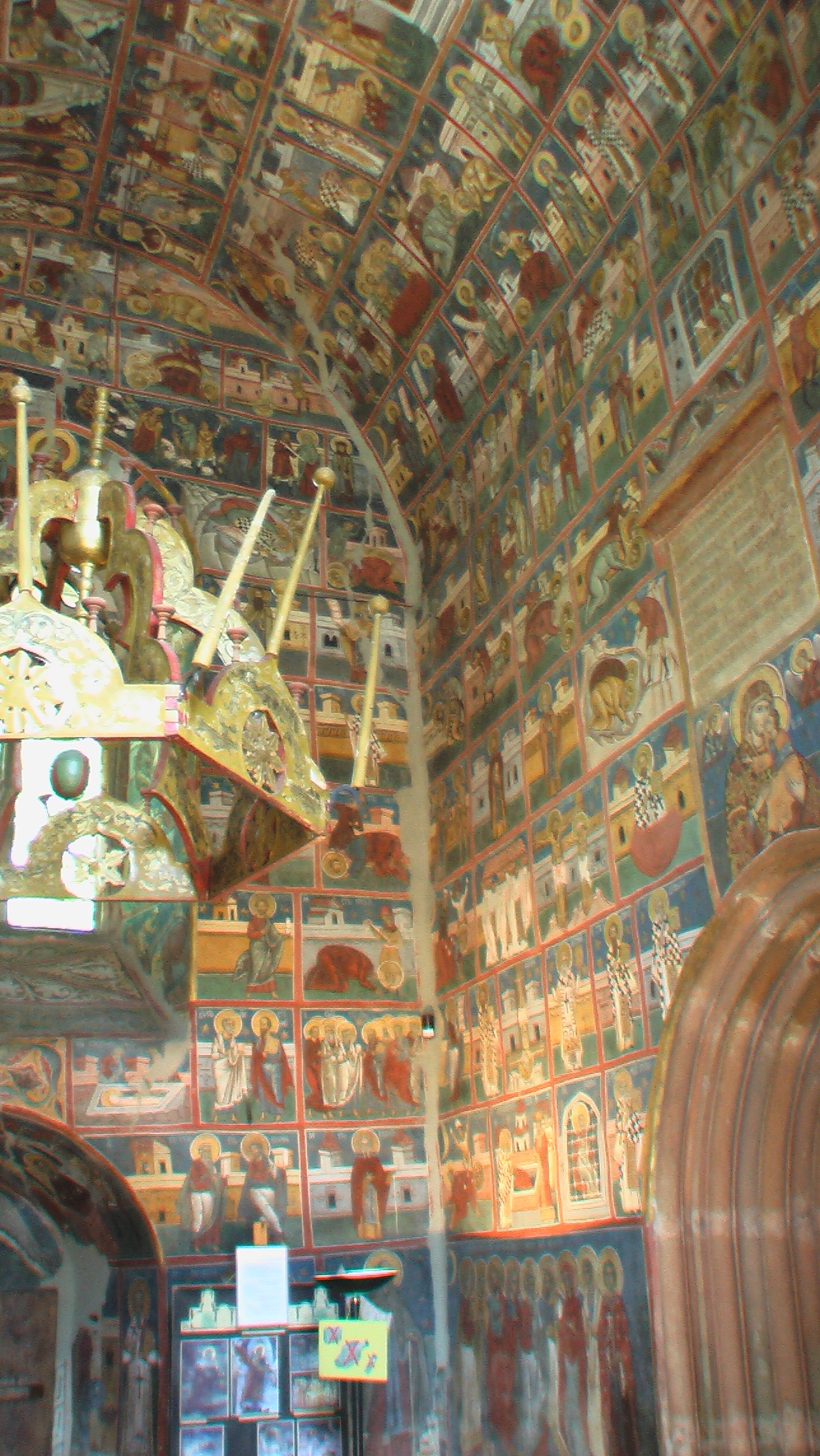
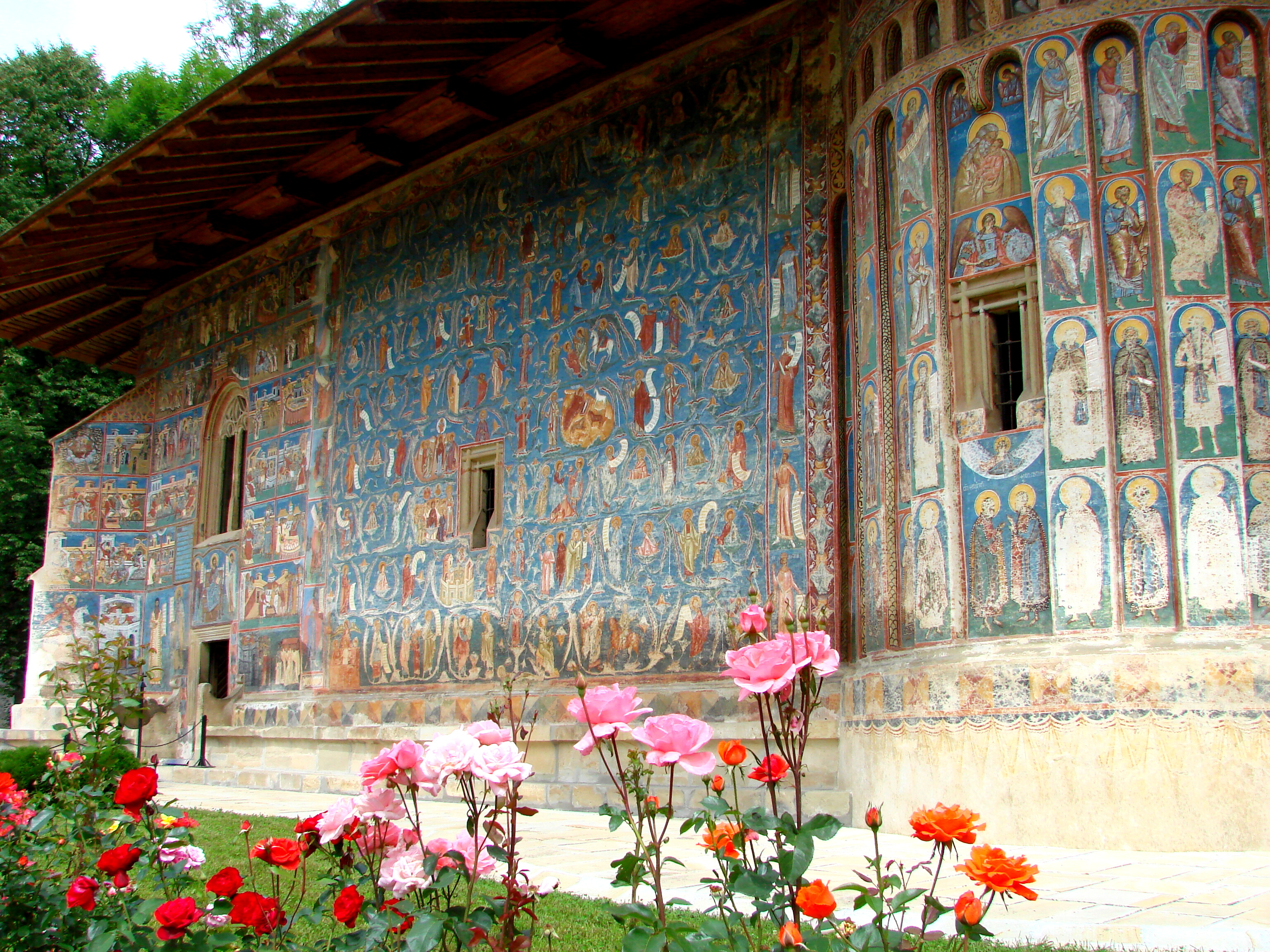
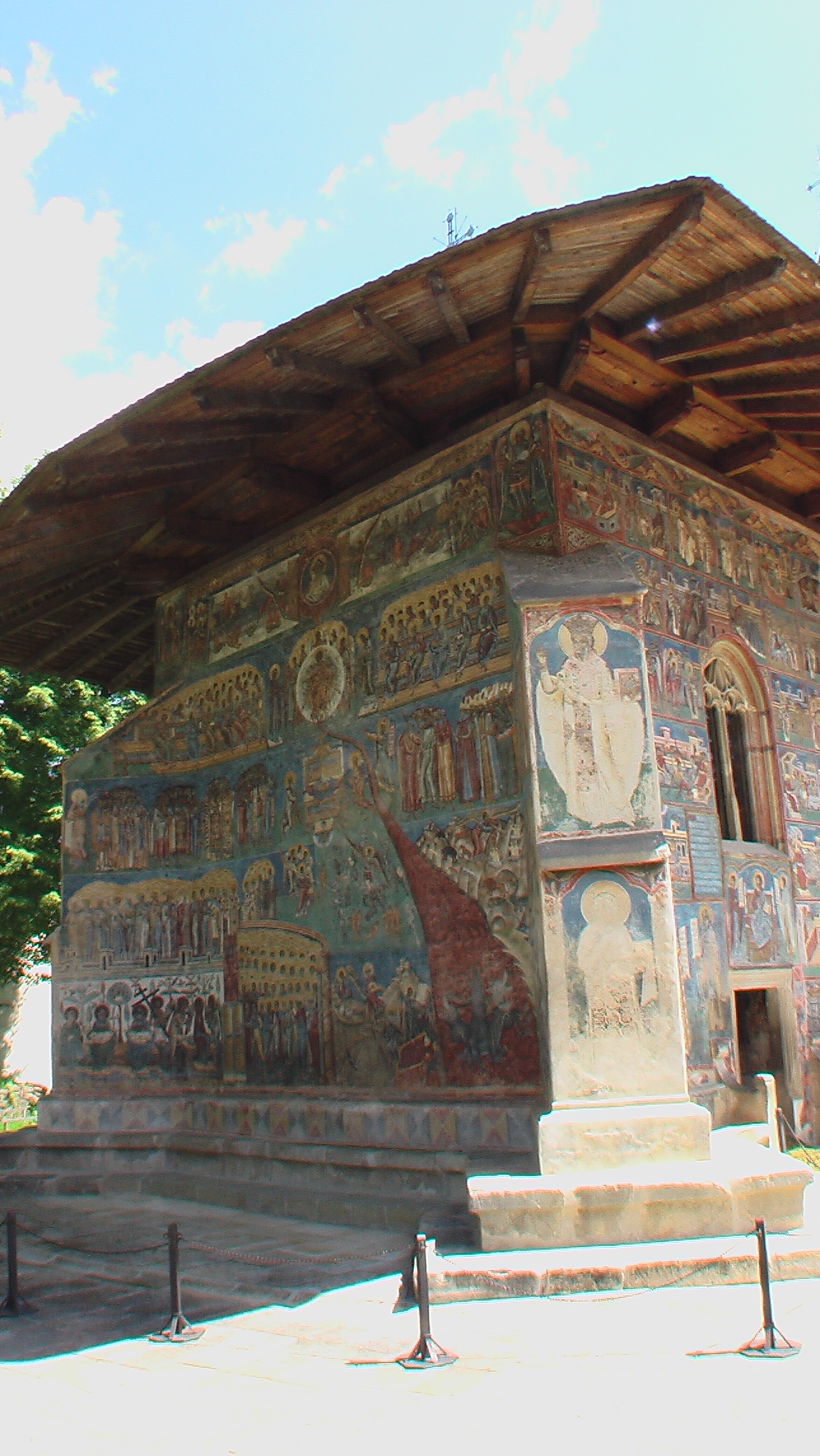
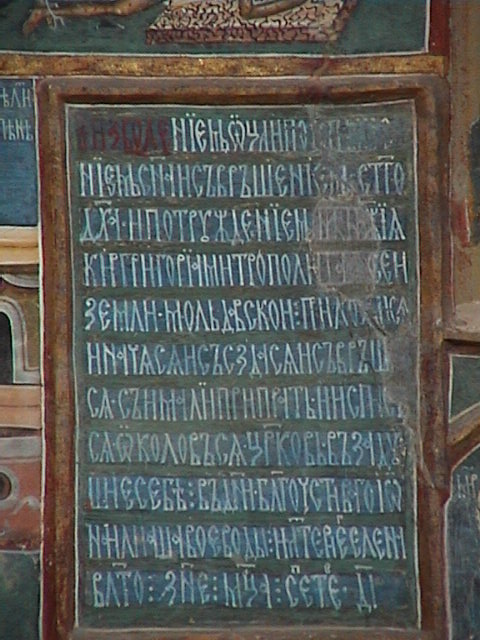
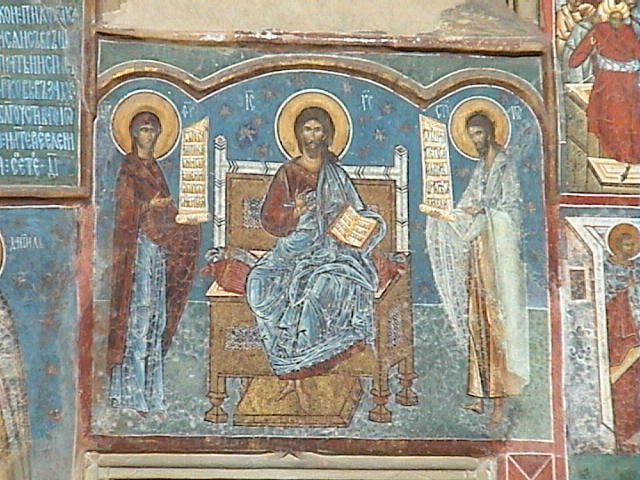